# Gran Armorial Eqüestre del Toisó d'Or
El Gran Armorial Eqüestre del Toisó d'Or és un manuscrit il·lustrat que conté un armorial que representa els membres de l'Ordre del Toisó d'Or entre 1429 i 1461 . És un dels armorials medievals més famosos. Actualment es conserva a la Bibliothèque de l'Arsenal amb la referència Ms. 4790.

## Història
Sembla que el manuscrit va ser encarregat per un herald d'una província dependent del duc de Borgonya, potser un parent de Jean El Fèvre de Sant-Rémy, primer herald de l'ordre de cavalleria. Va ser actualitzat regularment entre la data de fundació de l'orde el 1430 per Philippe III de Borgonya i 1461 . Durant el segle xvi es van afegir alguns escuts i figures. El manuscrit va patir una mutilació durant el segle següent. Al segle xviii, el manuscrit va pertànyer a l'Antoine-René de Voyer de Paulmy d'Argenson, la biblioteca del qual és a l'origen de les col·leccions de la biblioteca de l'Arsenal .
La primera publicació de l'armorial en facsímil data de 1890 pel bibliotecari Lorédan Larchey, conservador honorari de la biblioteca de l'Arsenal . La Bibliothèque nationale de France, de la qual és un departament la biblioteca de l'Arsenal, la va digitalitzar el 2016 i la va posar en línia a Gallica, la seva biblioteca digital.

## Descripció
El manuscrit es compon de dues parts:
- una primera part que conté el retrat a tota pàgina de 79 cavellers de l'orde, a cavall, amb vestit heràldic complet i armats per a la justa.
- una segona part que conté 942 escuts d'arreu d'Europa.

Els escuts i els cavallers són traçats amb una ploma i acolorits amb guaix sobre paper. Algunes pàgines es deixaren sense color, i alguns cavallers estan representats diverses vegades.

Els bisbes i els arquebisbes també són representats a cavall i en armes, la qual cosa constitueix un motiu purament convencional en tant que els eclesiàstics no justaven en realitat. Altres manuscrits il·lustrats de l'època feien el mateix, però representaven la mitra sobre el casc, en comptes d'una cresta, mentre que en aquest armorial, la mitra està subjecta darrere del bisbe per querubins.

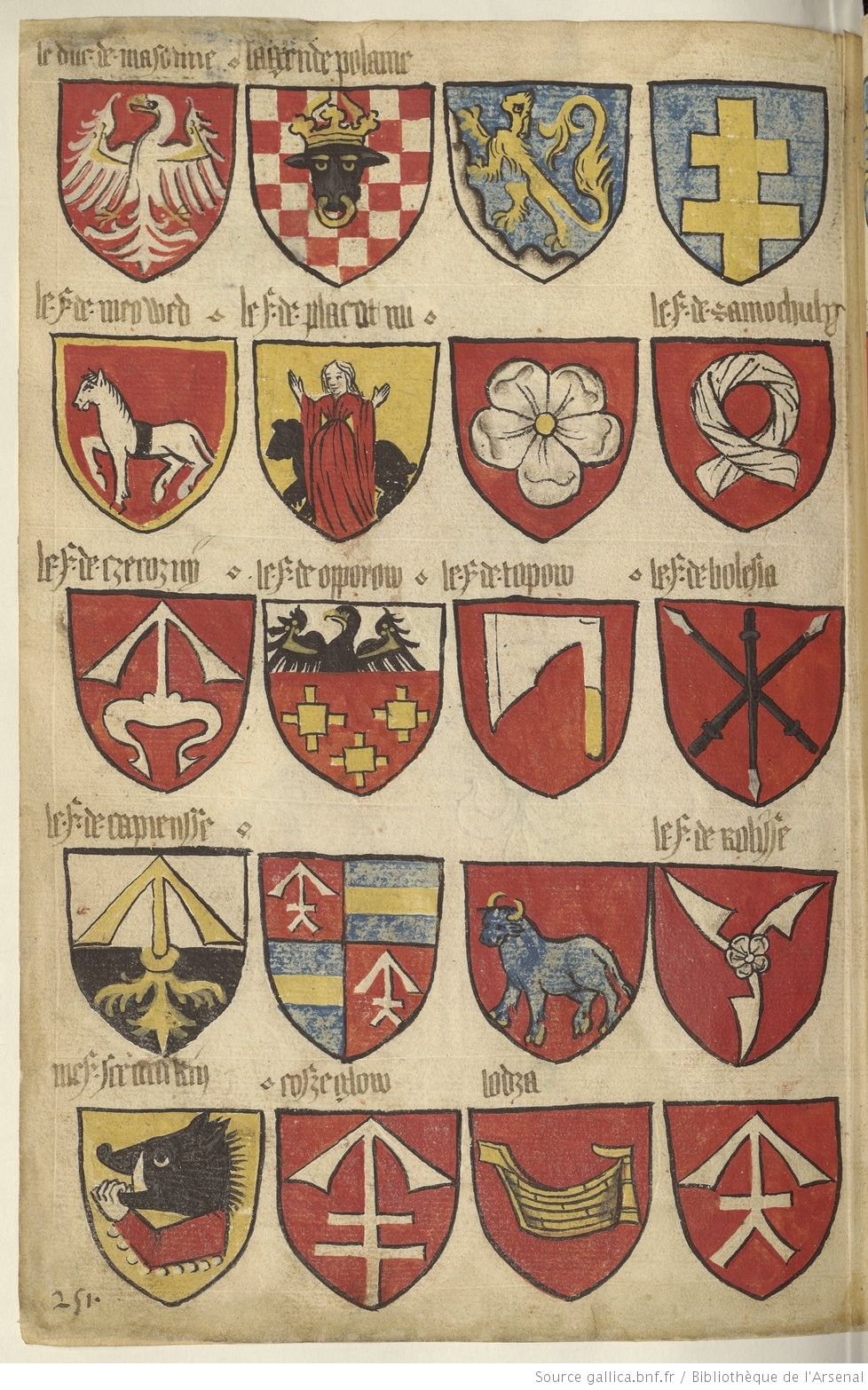
Exemple de pàgina amb escuts (f.149v).
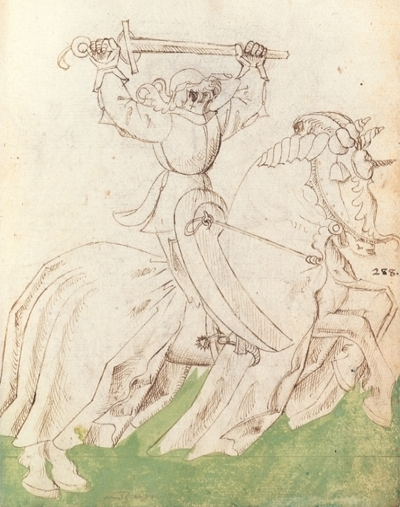
Exemple del retrat inacabat d'un cavaller (sense color i sense nom) (f.138r).